# Kolonia Rzejowice
Kolonia Rzejowice [pronunciación en polaco: /kɔˈlɔɲUn ʐɛjɔˈvit͡sɛ/] es un Asentamiento ubicado en el distrito administrativo de Gmina Kodrąb, dentro del Distrito de Radomsko, Voivodato de Łódź, en Polonia central. Se encuentra aproximadamente a 4 kilómetros al este de Kodrąb, a 17 kilómetros al este de Radomsko, y a 79 kilómetros al sur de la capital regional Łódź.